# Ranalisma rostrata
Ranalisma rostrata là một loài thực vật có hoa trong họ Alismataceae. Loài này được Stapf miêu tả khoa học đầu tiên năm 1900.